# Raorchestes blandus
Espèce
Raorchestes blandus est une espèce d'amphibiens de la famille des Rhacophoridae.

## Répartition
Cette espèce est endémique d'Inde. Elle se rencontre au Kerala et au Tamil Nadu entre 45 et 806 m d'altitude dans les Anaimalai Hills dans les Ghats occidentaux.

## Publication originale
- Vijaykumar, Dinesh, Prabhu & Shanker, 2014 : Lineage delimitation and description of nine new species of bush frogs (Anura: Raorchestes, Rhacophoridae) from the Western Ghats Escarpment. Zootaxa, no 3893 (4), p. 451–488.